# NGC 4263
NGC 4263 (другие обозначения — NGC 4265, MCG -2-32-1, IRAS12171-1156, PGC 39698) — спиральная галактика (Sb) в созвездии Ворон.
Этот объект занесён в новый общий каталог несколько раз, с обозначениями NGC 4263, NGC 4265.
Этот объект входит в число перечисленных в оригинальной редакции «Нового общего каталога».
В галактике вспыхнула сверхновая SN 1998cj типа II, её пиковая видимая звездная величина составила 17,2.